# Готие (музикант)
Вижте пояснителната страница за други личности с името Готие.
Уолтър „Уоли“ Де Бекър (Wouter „Wally“ De Backer), известен с псевдонима Готие (Gotye) е австралийски певец и музикант-мултиинструменталист, роден на 21 май 1980 г. в Брюж, Белгия.

## Биография
Уолтър е роден в Белгия, но когато е на две годишна възраст се премества със семейството си в Австралия.
 При постъпване в училище, родителите му решават да променят името му с английския му вариант – Уолтър. Още от тези ранни ученически години, той показва страст към музиката, и започва уроци по пиано и барабани.

Като тийнейджър създава първата си банда с приятели от гимназията, наречена „Downstares“. Един от музикантите от тази група Лукас Таранто, все още е на сцената придружавайки Готие и до днес.
 През 1998 г. Уолтър завършва „Parade College“ и е приет в „Университета в Мелбърн“, специалности изкуства и право, както и японска лингвистика. Но правото и японският не го влекат и не след дълго ги изоставя, като взима бакалавърска степен по изкуства с акцент върху културните изследвания.
 През 2000 г. Уолтър започва първият си проект под името Готие (фонетично „Готие“ (Gotye) е френският вариант на „Вутер“ (Wouter). Албумът излиза на пазара през 2003 г. с името „Boardface“.

Следват още четири албума в инди рок стил, между 2005 и 2011. Първият албум от тази поредица „Like Drawing Blood“, издаден през август 2006 г. става златен с над 35 000 копия.
 На 5 август 2011 излиза сингълът от албума „Making Mirrors“ – „Somebody That I Used To Know“ в който Готие прави дует с Кимбра. Песента се превърна в онлайн феномен и в световен хит, с над 1,4 милиарда прегледа в Youtube и в топ 10 на iTunes.

## Дискография
Албуми
| Година | Оригинално заглавие | Версии      | Брой песни | Музикален издател              |
| ------ | ------------------- | ----------- | ---------- | ------------------------------ |
| 2003   | Boardface           | 2 версии    | 12         | Inertia                        |
| 2006   | Like Drawing Blood  | 3 варианта  | 11         | Няма (Готие издава сам албума) |
| 2007   | Mixed Blood         | 1 CD, албум | 14         | Няма (Готие издава сам албума) |
| 2008   | Gotye               | 1 CD, промо | 17         | Lucky Number                   |
| 2011   | Making Mirrors      | 7 версии    | 12         | Eleven: A Music Company        |

Сингли
| Година | Оригинално заглавие          | Версии     | Музикален издател                          |
| ------ | ---------------------------- | ---------- | ------------------------------------------ |
| 2008   | Learnalilgivinanlovin        | 6 версии   | Lucky Number                               |
| 2008   | Hearts A Mess                | 4 версии   | Lucky Number                               |
| 2010   | Eyes Wide Open               | 2 версии   | Eleven: A Music Company                    |
| 2011   | Somebody That I Used To Know | 2 версии   | Vertigo, Universal Music Group             |
| 2011   | Dig Your Own Hole            | 1 версия   | Communion Records                          |
| 2011   | Easy Way Out                 | 2 варианта | Communion Records, Eleven: A Music Company |